# Eugène Étienne

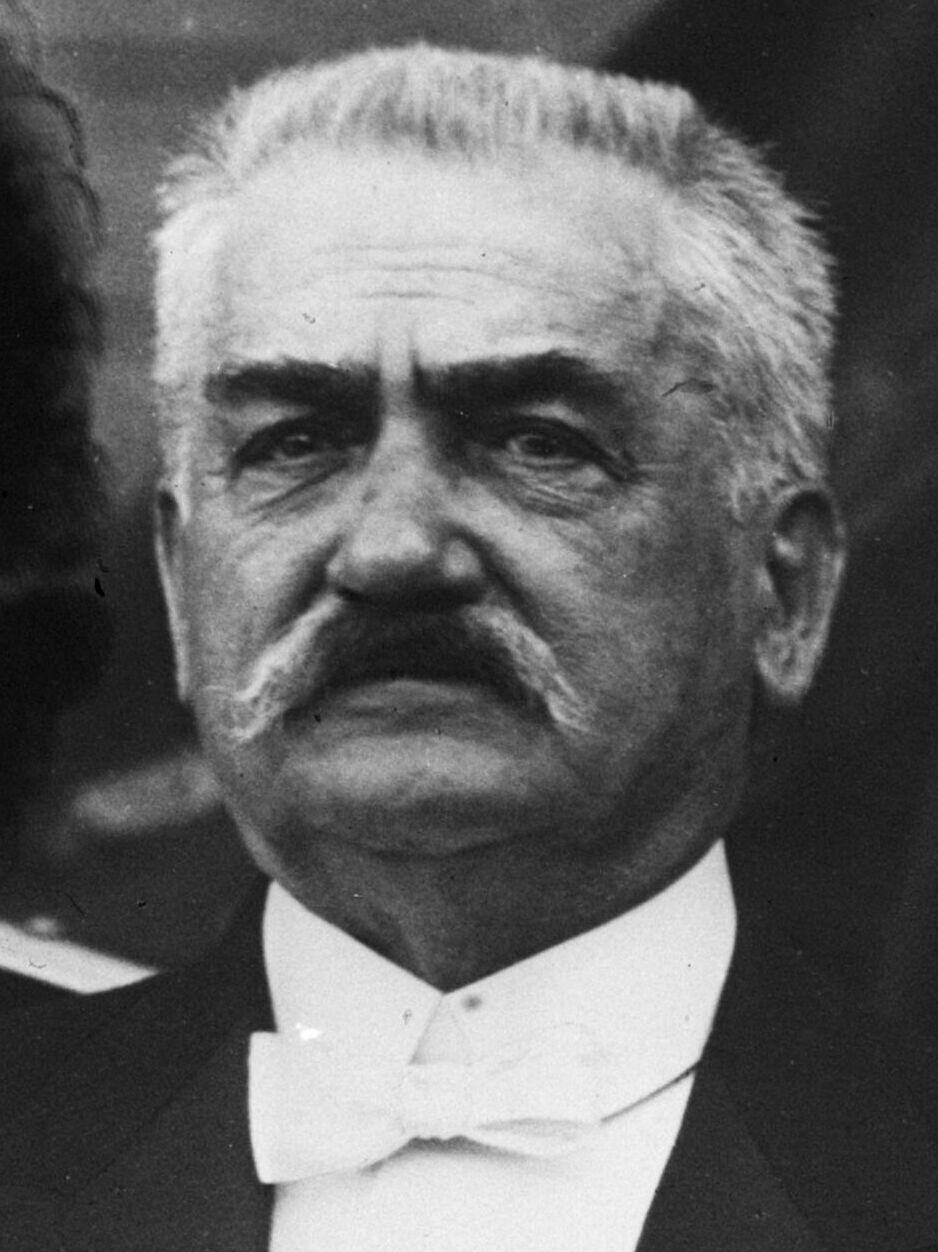
Eugène Étienne, 1914

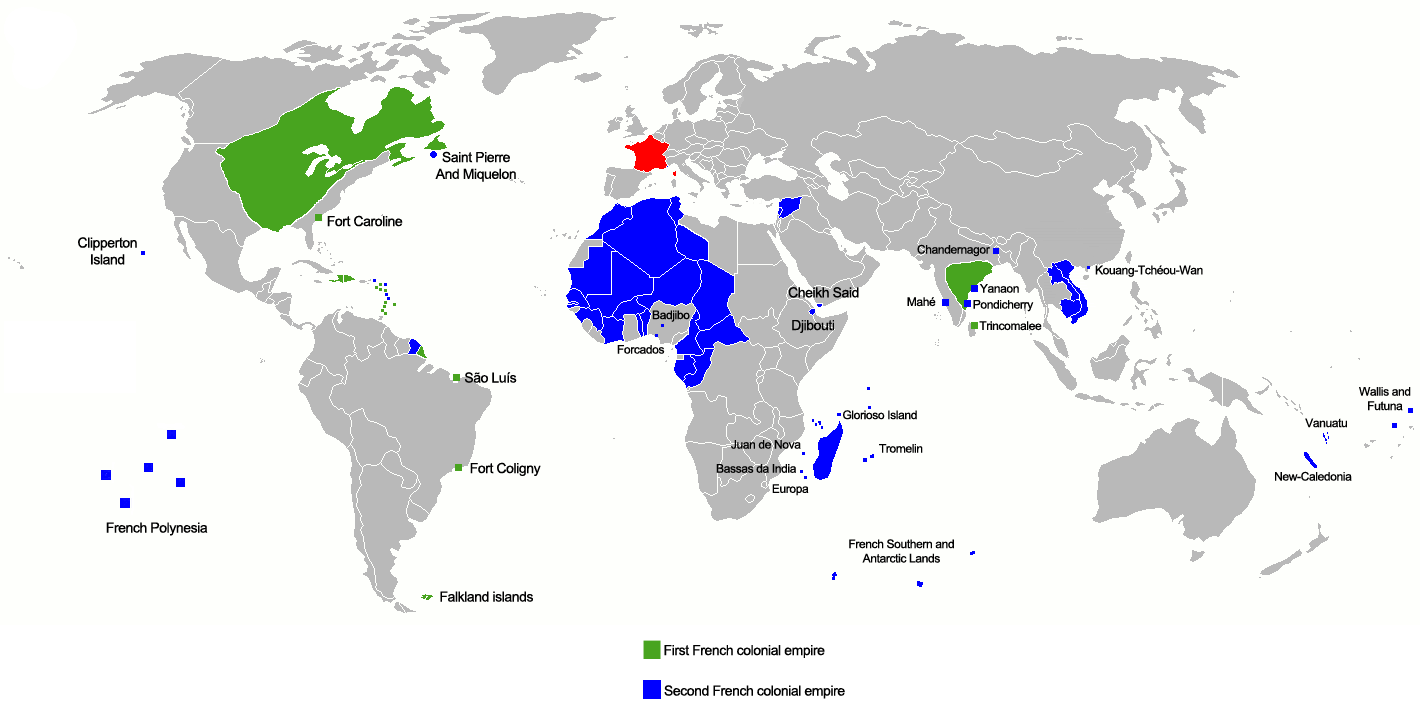
Französische Kolonien 1923 (dunkelblau)

Eugène Napoléon Étienne (* 15. Dezember 1844 in Oran, Algerien; † 13. Mai 1921 in Paris) war ein französischer Politiker aus der Gruppe der heute als Pied-noirs bezeichneten französischen Siedler in Algerien, der viele politische Ämter bekleidete. Er diente seinem Land unter verschiedenen Regierungen und war französischer Innenminister und wiederholt Kriegsminister und Kolonialminister (Sous-secrétaire d’état aux colonies; 1887 und Februar 1889 bis Februar 1892) der Dritten Französischen Republik (1871–1940).

## Leben
Eugène Étienne war der Sohn eines Offiziers. Er stand Léon Gambetta nahe, als dessen Protegé er galt, und war von 1881 bis 1919 als Abgeordneter für Oran in der Nationalversammlung in Paris tätig. 1919 wählten ihn die Algerieneuropäer – in seinem Wahlkreis waren dies vor allem eingebürgerte Spanier – in den französischen Senat (siehe Französische Nationalversammlung der Dritten Republik).
Étienne war Mitglied der Alliance démocratique und zusammen mit Suezkanal-Aufsichtsratspräsidenten Auguste d’Arenberg  vor dem Ersten Weltkrieg einer der wichtigsten Anführer der Parti colonial  („Kolonialpartei“). Er gründete 1892 die Groupe colonial et des affaires extérieures (Gruppe für Kolonial- und Außenbeziehungen) in der Abgeordnetenkammer (Chambre des députés) organisierte. 1892 war er stellvertretender Parlamentsvorsitzender.

Der Historiker Herward Sieberg stellt ihn in folgenden historischen Zusammenhang: 

„Nach dem deutsch-französischen Krieg von 1870-71 brauchte die junge Dritte Republik ein Jahrzehnt zur innerpolitischen Stabilisierung und zum wirtschaftlichen Wiederaufbau. Erst danach konnte Frankreich wieder außenpolitisch wirksam auftreten. Dabei richtete es, nicht zuletzt infolge seiner Isolierung in Europa, seine Energien nach Übersee.“

Eugène Étienne wurde als gambettiste bezeichnet und war Präsident der Société Gambetta, er war auch Chef der Kolonialpartei Parti colonial, Gründer und Präsident des Comité de l’Asie française, des Comité de l’Afrique française sowie des Comité du Maroc und übte viele weitere Ämter aus.
Er ist auf dem Friedhof Père-Lachaise in Paris begraben.
Zeitweilig waren Orte in Afrika nach ihm benannt, so Nouadhibou in Mauretanien als Port-Étienne und Hennaya in Algerien als Eugène-Étienne. Der Étienne-Fjord in der Antarktis wurde ebenso nach ihm benannt.

## Publikationen (Auswahl)
- Eugène Étienne: Les Compagnies de colonisation, Paris 1897, Augustin Challamel, éd. (Librairie maritime et coloniale) – Digitalisat bei Gallica (Wiederabdruck einer in Le Temps erschienenen Artikelserie über die Kolonialgesellschaften)